# 天主教布蘭太爾總教區
天主教布蘭太爾總教區（拉丁語：Archidioecesis Blantyrensis）是馬拉維一個羅馬天主教教省總教區，下轄三個教區。是該國兩個總教區之一。

## 歷史
1903年12月3日設宗座監牧區，1908年4月14日升為代牧區。1959年4月25日升為總教區。

## 現況
2006年有教友1,008,160人（佔轄區總人口23.1%）、卅七個堂區、七十六名司鐸。現任總主教為托马斯·卢卡·穆苏萨。